# محمدجواد محمدی
محمدجواد محمدی (زادهٔ ۳۱ خرداد ۱۳۷۵) بازیکن فوتبال اهل ایران است که در پست مهاجم برای باشگاه فوتبال ذوب‌آهن در لیگ برتر خلیج فارس بازی می‌کند.